# François Malfait
François Malfait (Brussel, 1872 - aldaar, 1955) was een Belgisch architect.
Malfait was van 1917 tot 1942 stadsarchitect van Brussel en als zodanig bewerkstelligde hij de bouw en restauratie van verscheidene bouwwerken in de hoofdstad. Ook het paviljoen van Brussel op de Wereldtentoonstelling van 1913 in Gent werd door hem ontworpen.

## Werken
- Kasteel La Solitude, Oudergem[2]
- Atheneum Robert Catteau, Brussel
- Columbarium van de Begraafplaats van Laken[3]
- Paviljoen van Brussel op de wereldtentoonstelling van 1913 in Gent
- Sokkel van het ruiterstandbeeld van Leopold II op het Troonplein in Brussel[4]

## Restauraties
- Sint Barbara, Grote Markt 38
- De Valk, Guldenhoofdstraat 9-11
- De Gouden Huyve, Korte Boterstraat
- Koninklijk Parktheater, Wetstraat 3
- Vauxhall, Wetstraat
- Hof van Ravenstein, Ravensteinstraat 3
- Huis 't Gulden Hoofd, Guldenhoofdstraat 1

## Fotogalerij

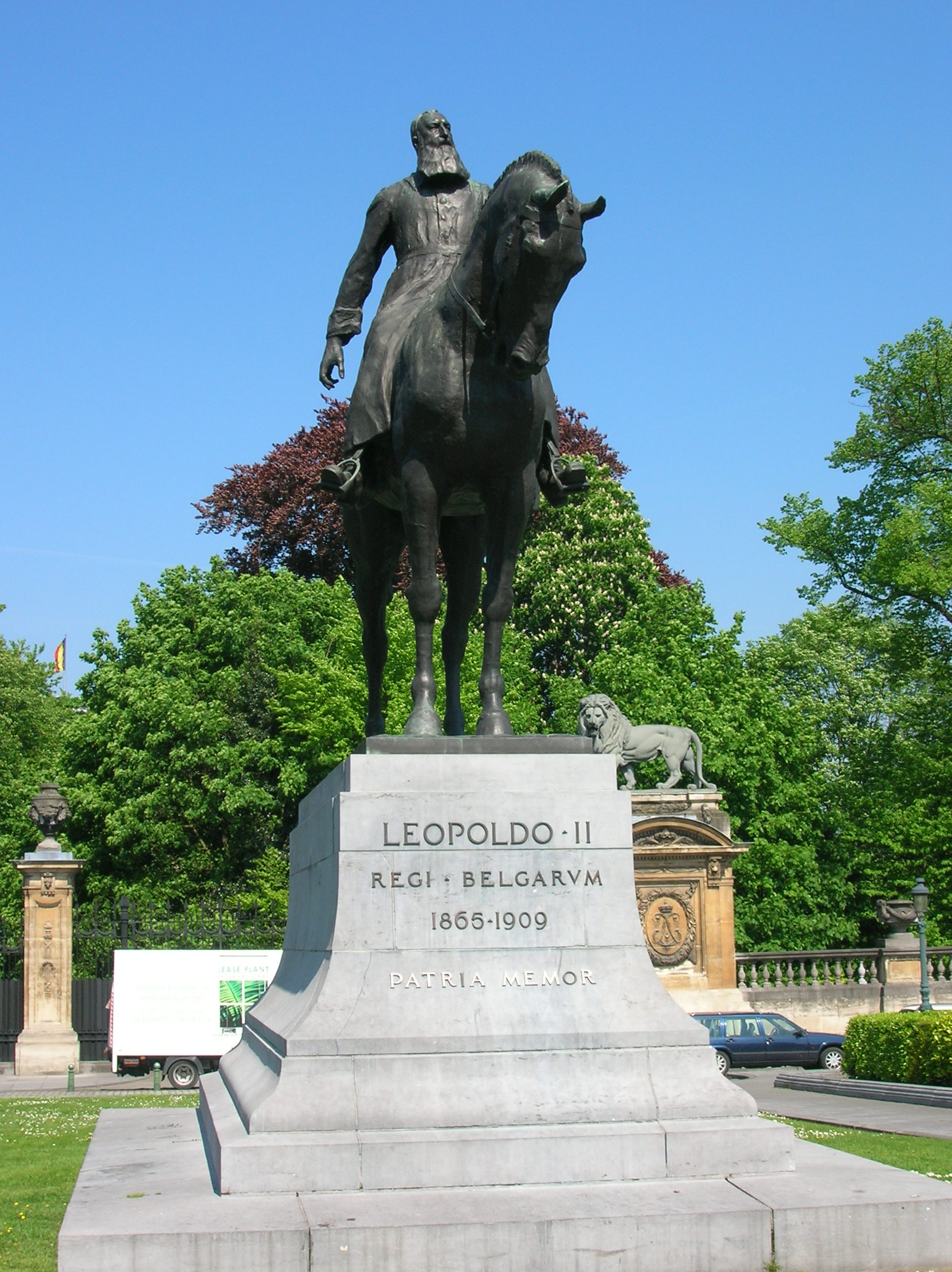
Standbeeld Leopold II
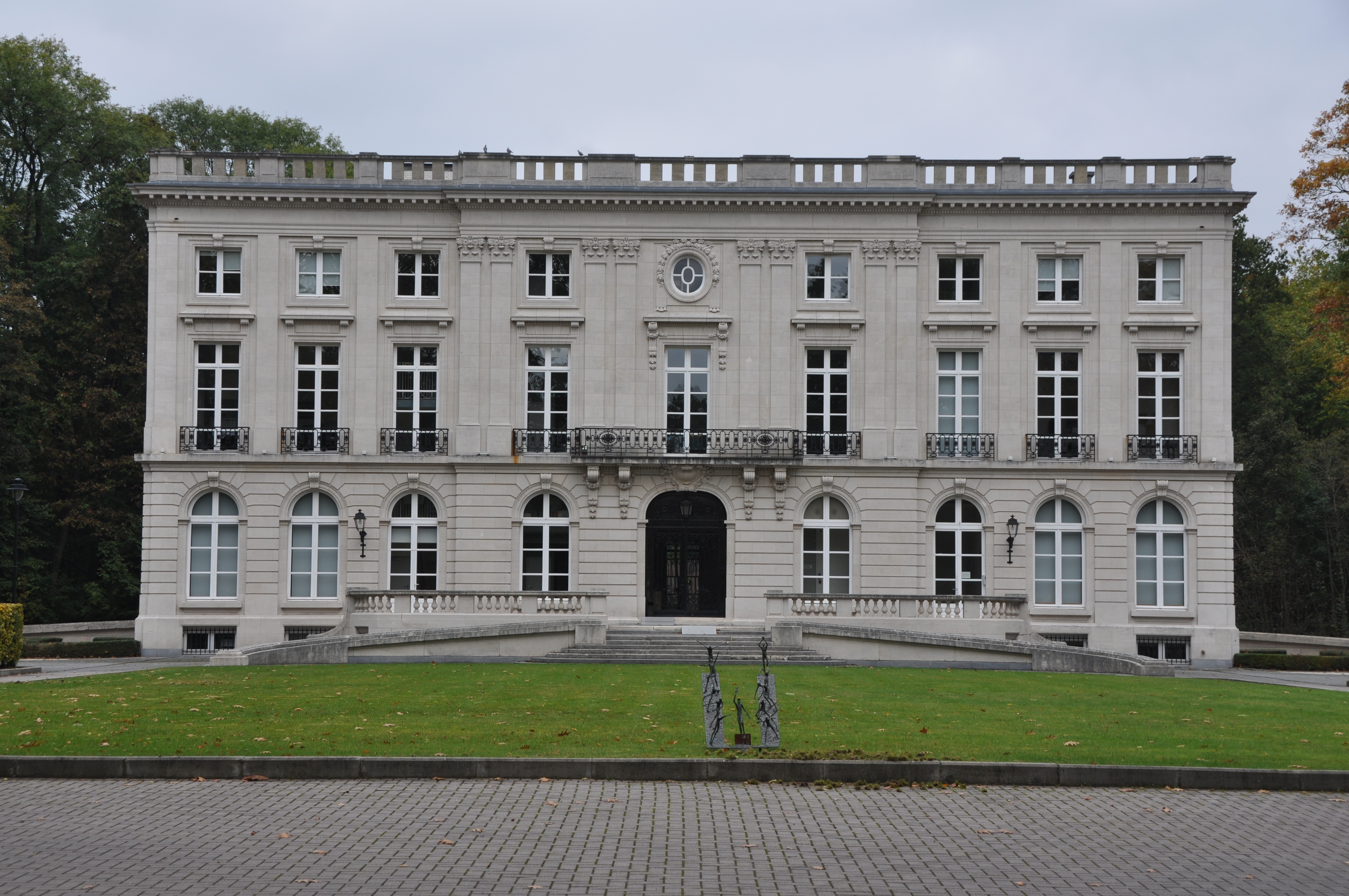
Kasteel La Solitude
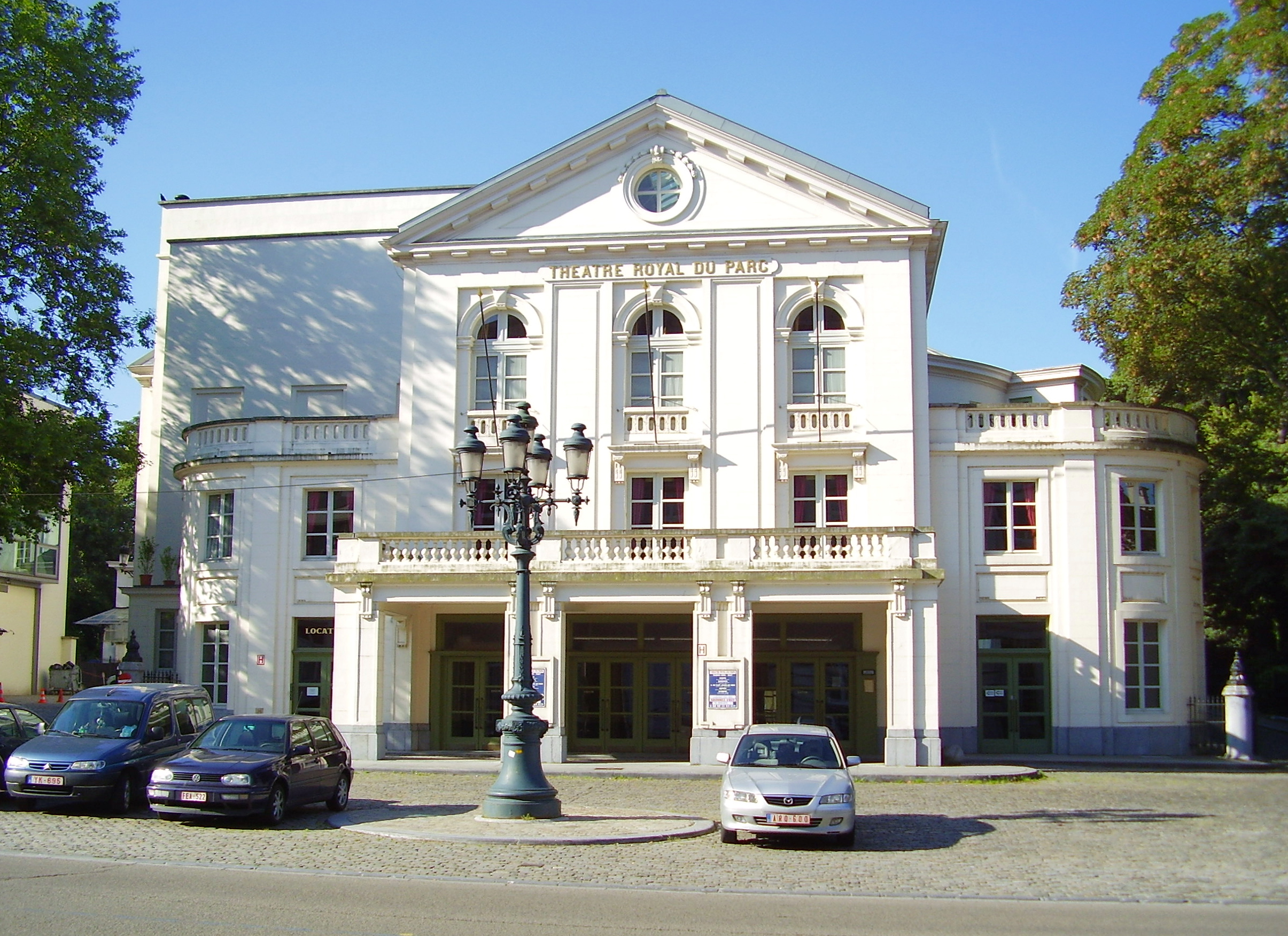
Koninklijk Parktheater
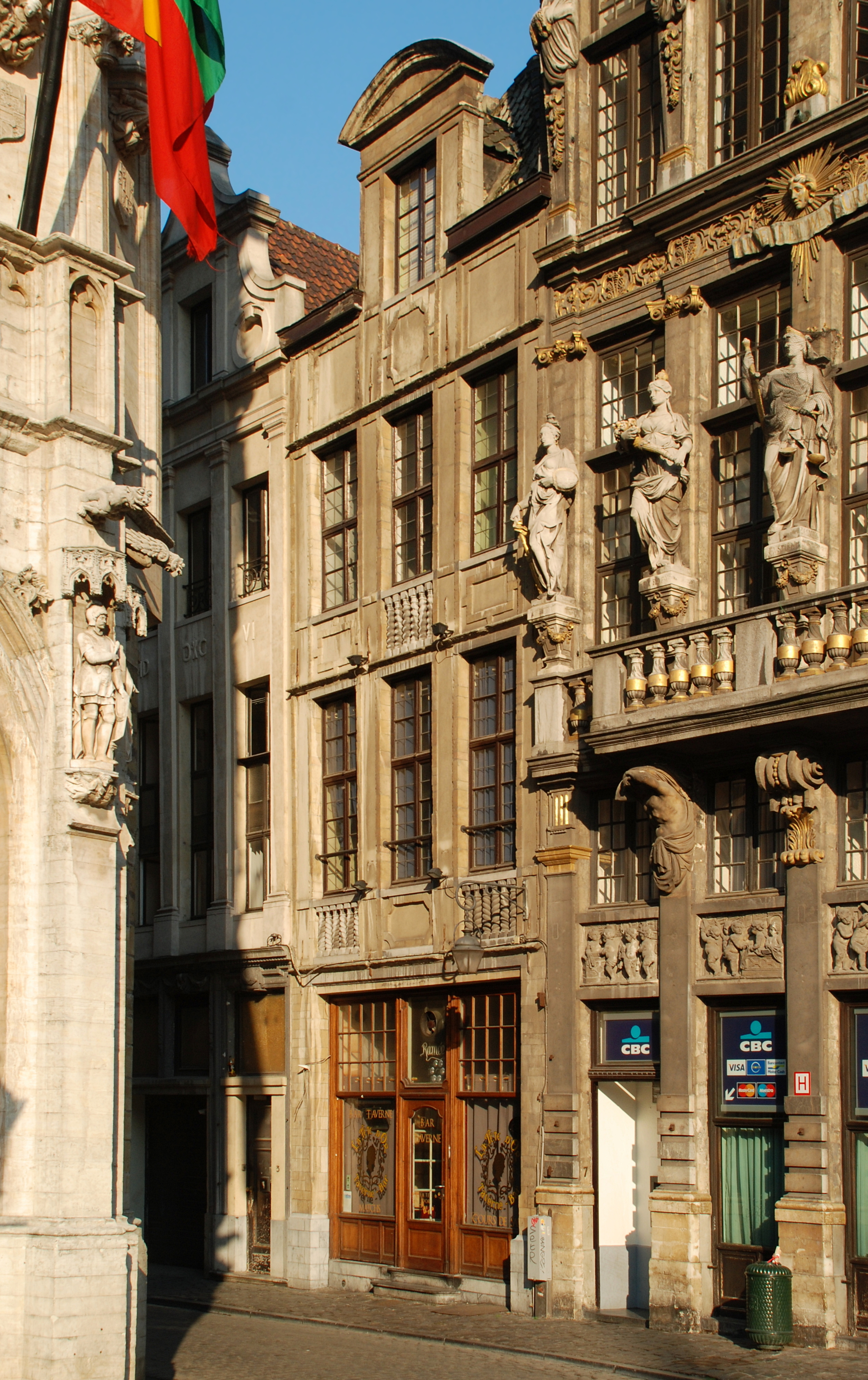
't Gulden Hoofd
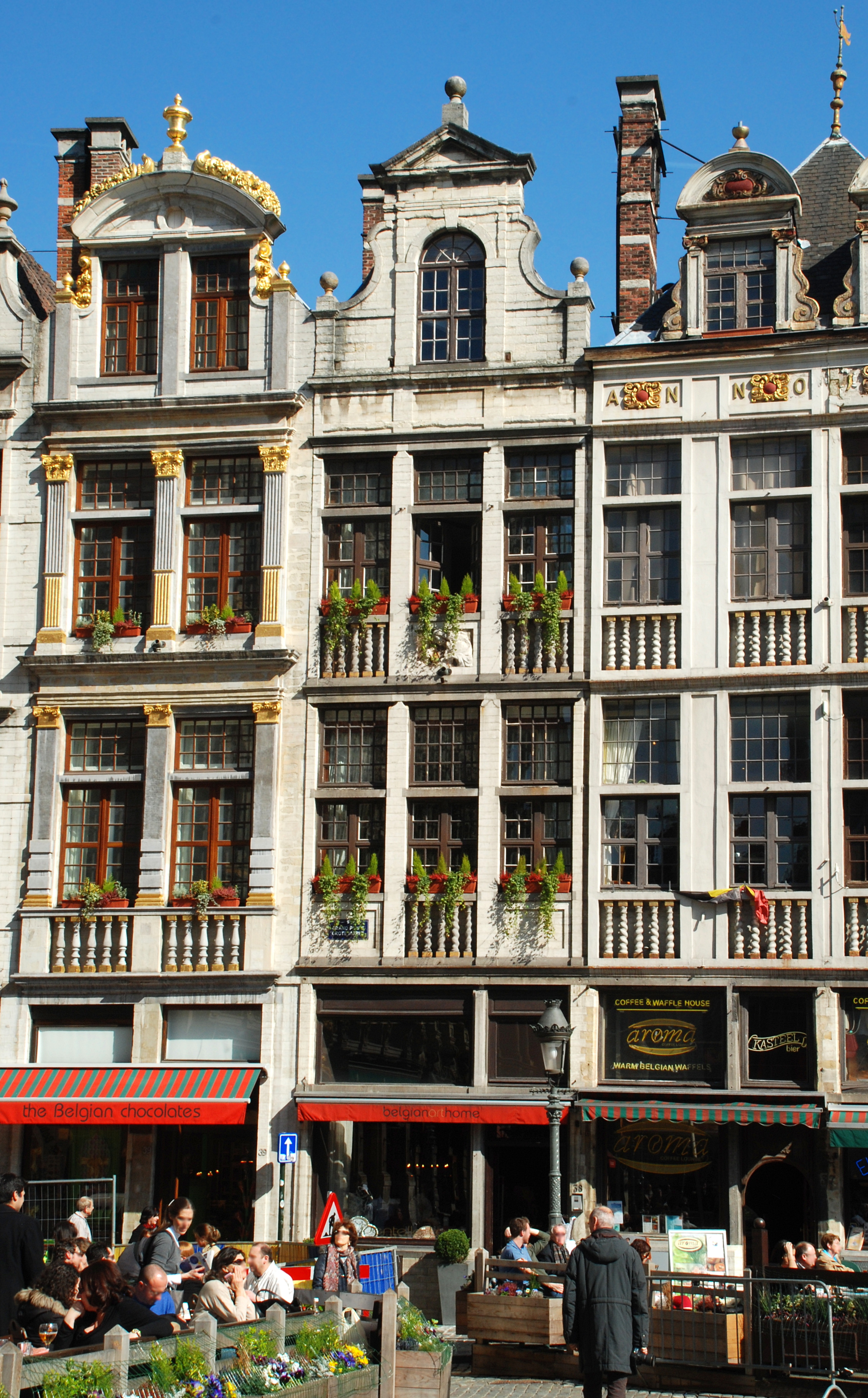
Sint Barbara
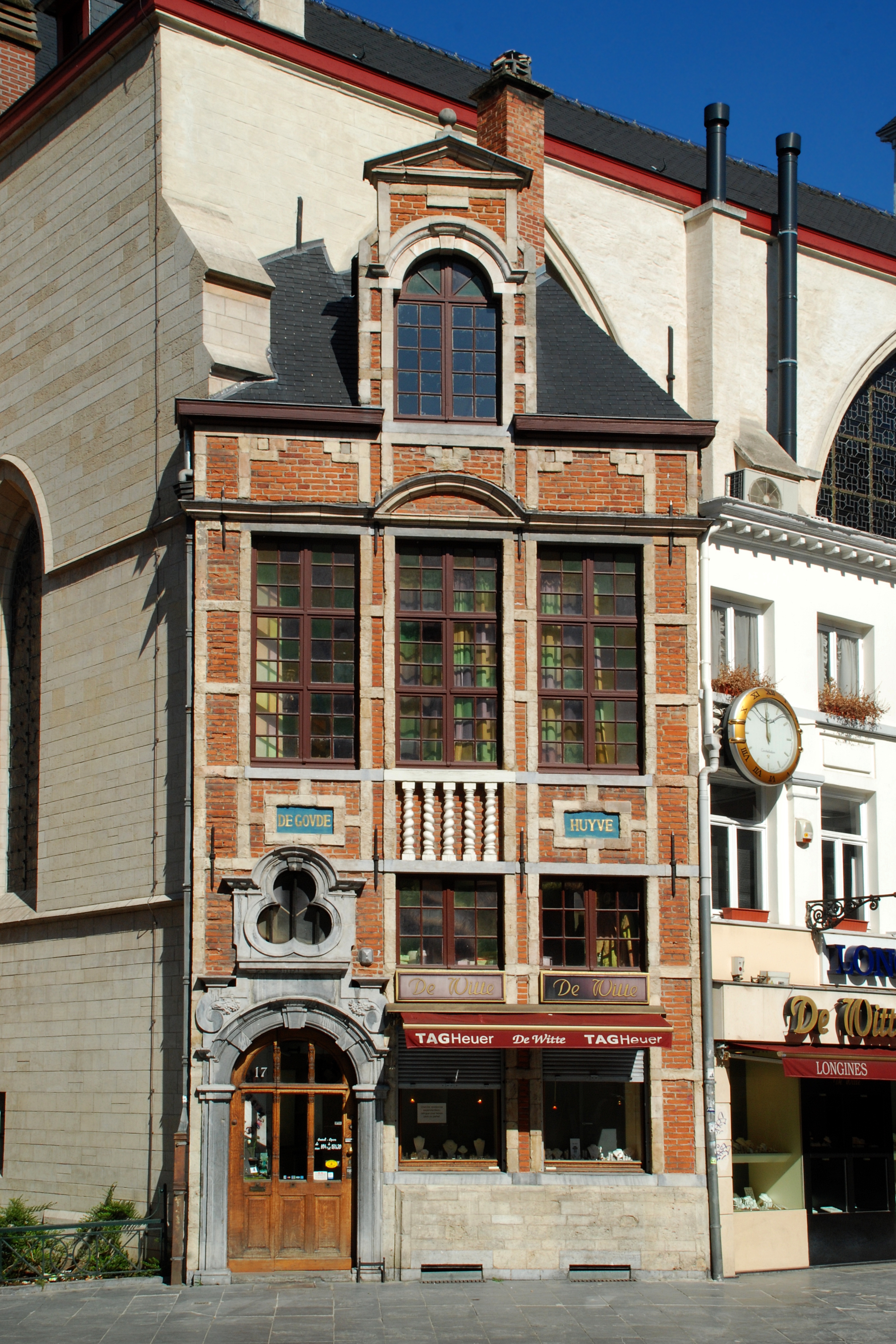
De Gouden Huyve

- Biblioteca Nacional de España: XX5540085
- International Standard Name Identifier: 0000 0000 6852 8603
- Union List of Artist Names: 500028976
- Virtual International Authority File: 95860473
- WorldCat: E39PBJk4GMyHQx89VtcPXhmmVC